# خوان پابلو دوآرته
خوان پابلو دوآرته (به انگلیسی: Juan Pablo Duarte; 26 ژانویه ۱۸۱۳ – ۱۵ ژوئن ۱۸۷۶) یک کنشگر، نویسنده، ژنرال ارتش، سیاستمدار، آموزگار و رهبر مستقل اهل جمهوری دومینیکن بود. او لقب پدر جمهوری دومینیکن را دارد.
به عنوان یکی از مشهورترین چهره‌های تاریخ دومینیکن، دوارته به عنوان یک قهرمان مردمی و رویاپرداز انقلابی در جمهوری دومینیکن مدرن در نظر گرفته می‌شود که همراه با ژنرال نظامی رامون ماتیاس ملا و فرانسیسکو دل روزاریو سانچز، یک انجمن مخفی را سازماندهی و ترویج کردند. در نهایت منجر به شورش دومینیکن و استقلال از حاکمیت هائیتی در سال ۱۸۴۴ و شروع جنگ استقلال دومینیکن شد.
وی در سال ۱۸۱۳ در خانواده ای از طبقه متوسط به دنیا آمد، اشتیاق او به دانش و رویاهایش برای پیشرفت، او را به اروپا رساند، جایی که ایده‌های آزادی طلبانه خود را تقویت کرد. این ایده‌ها طرح کلی برای ایجاد یک کشور مستقل به نام دومینیکن را تدوین کرد.
پس از بازگشت، او داوطلبانه خود را وقف تدریس در خیابان‌ها کرد و مدرسه ای را در کار پدرش بداهه ساخت و مصمم شد که مردم عصر او آرمان‌های روشنگری انقلابی او را جذب کنند.
دوارته افسر گارد ملی شد و یک سال بعد در سال ۱۸۴۳ در «انقلاب رفرمیستی» علیه دیکتاتوری ژان پیر بویر که تهدید به حمله به بخش غربی جزیره، به قصد متحد کردن آن بود، شرکت کرد. پس از شکست رئیس‌جمهور هائیتی و اعلام جمهوری دومینیکن در سال ۱۸۴۴، هیاتی برای تعیین اولین حاکم ملت تشکیل شد و دوارته را با اکثریت قاطع آرا به ریاست کشور انتخاب کرد، اما او این پیشنهاد را رد کرد، در حالی که توماس بابادیلا به جای او برگزیده شد.
دوارته به الهام بخشیدن و تأمین مالی جنگ استقلال دومینیکن کمک کرد و هزینه‌های سنگینی را پرداخت کرد که در نهایت او را از نظر مالی نابود کرد. دوارته همچنین با بخش‌های سلطنت‌گرا و طرفدار الحاق در کشور، به‌ویژه با پدرو سانتانا، مرد ثروتمند و قدرتمند نظامی، که به دنبال پیوستن مجدد به امپراتوری اسپانیا بود، به شدت مخالف بود. از این مبارزات، سانتانا پیروز شد در حالی که دوارته در تبعید رنج می‌برد، علی‌رغم این که چند بار به کشور بازگشت، اما بیشتر سال‌های باقی مانده عمر خود را تا زمان مرگش در سال ۱۸۷۶، در ونزوئلا زندگی کرد.